# Bahnhof Besançon-Mouillère
Der Bahnhof Besançon-Mouillère (französisch: Gare de Besançon-Mouillère) in der französischen Stadt Besançon liegt am Kilometer 408,776 der Bahnstrecke Besançon–Le Locle zwischen den Bahnhöfen Besançon-Viotte und Morre auf einer Höhe über dem Meeresspiegel von 249 m.

## Geschichte

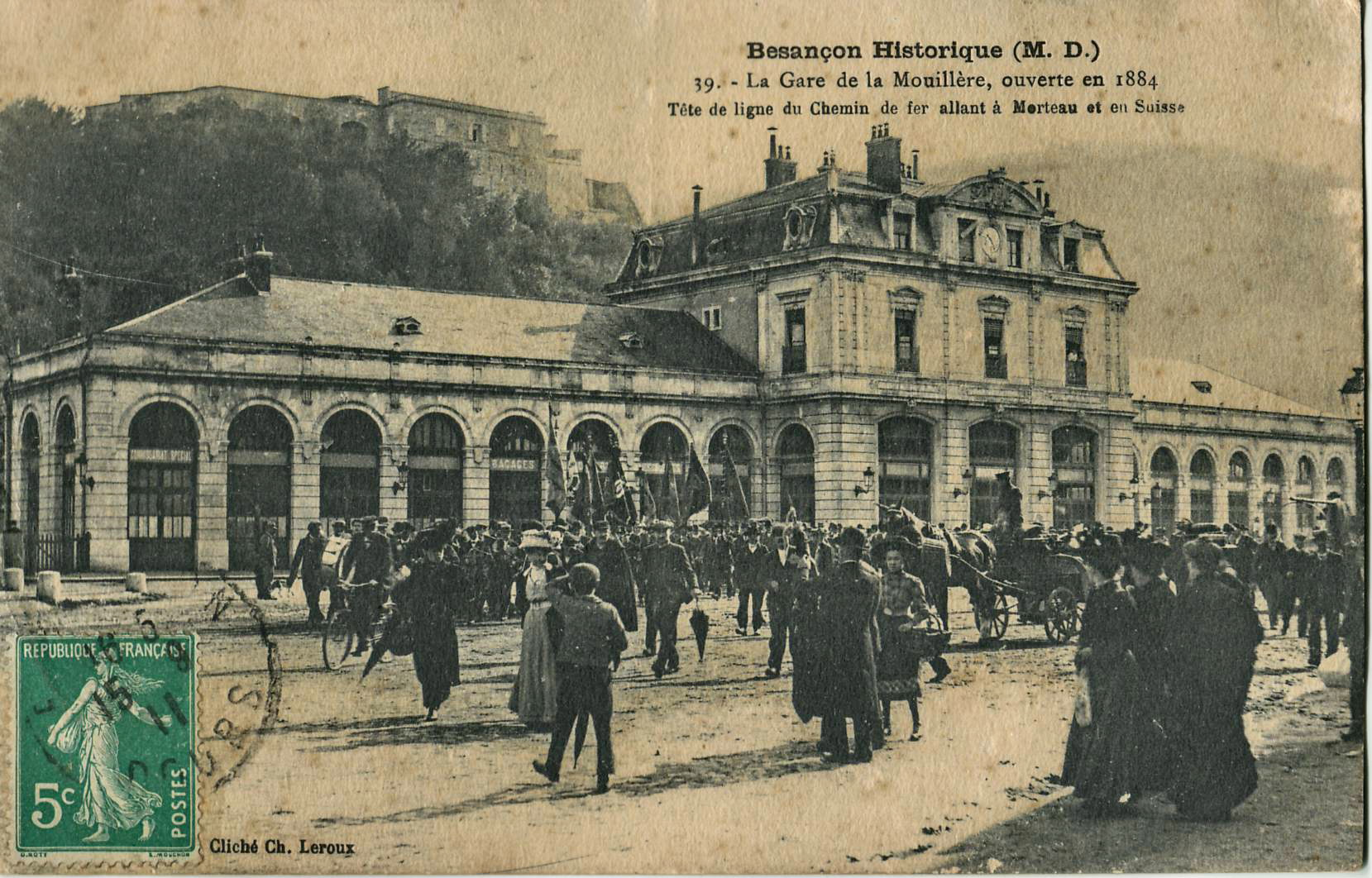
Fassade des alten Bahnhofes Mouillère

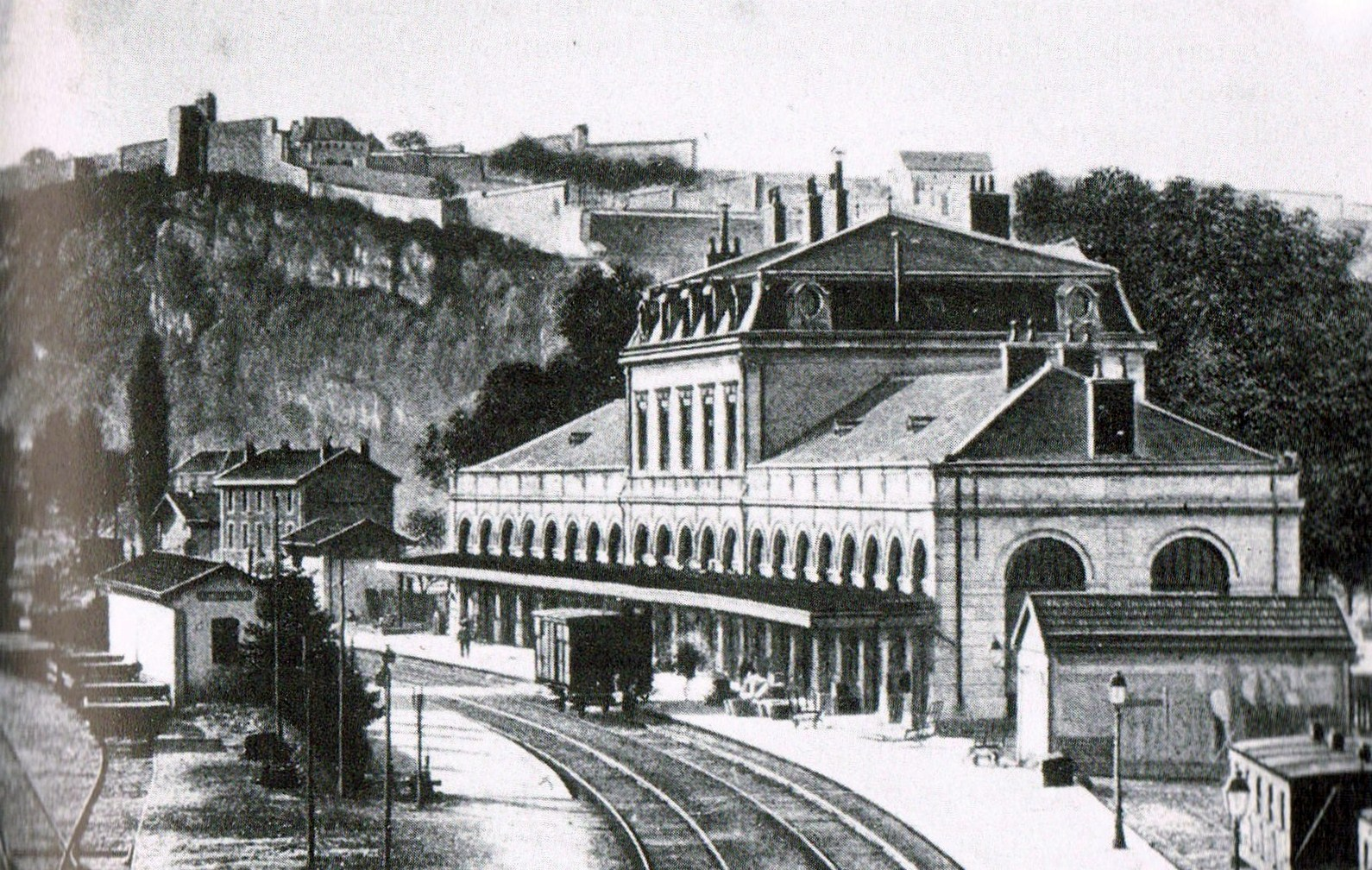
Der Bahnhof zu Beginn des 20. Jahrhunderts

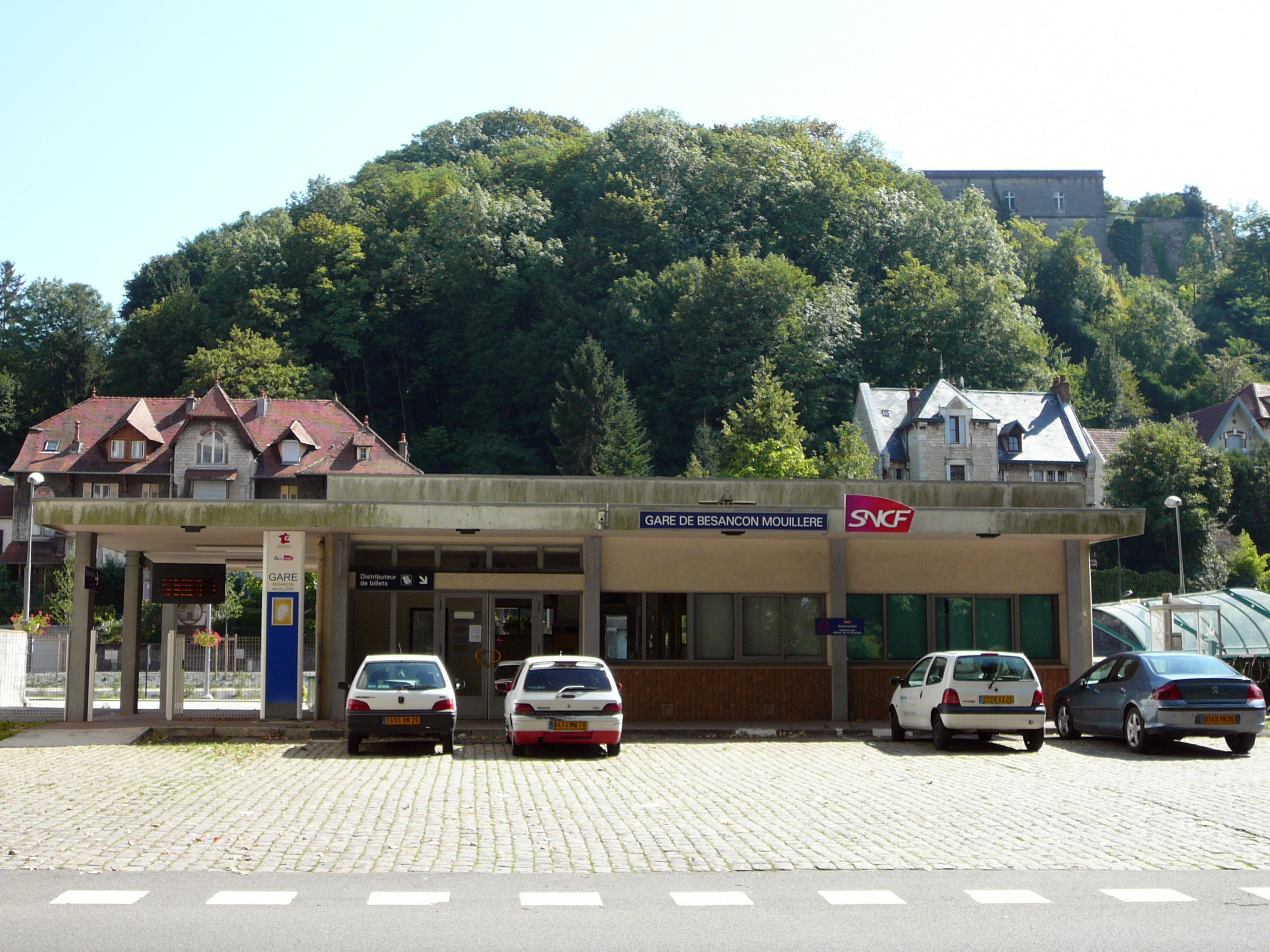
Bahnhofsvorplatz

Die Idee, in Besançon einen Bahnhof zu eröffnen, entstand bereits 1840. Die wichtigsten Geschäftsleute der Stadt wie Amet, Bretillot, Jacquard, Lipmann und Veil-Picard unterstützten dieses Projekt. Sie gründeten mit ihrem persönlichen Vermögen wie auch mit Fremdkapital eine Gesellschaft und erhielten am 12. Februar 1852 die Konzession, eine Eisenbahnlinie zwischen Besançon und Dijon zu bauen. Die Bewohner der Stadt wünschten sich einen Bahnhof in der Nähe der Altstadt, wie dies auch in anderen französischen Städten verwirklicht worden war, und somit war der Ort Mouillère zum Bahnhofsbau vorbestimmt. Das Projekt verzögerte sich jedoch aufgrund finanzieller Schwierigkeiten, letzten Endes wurde die Konzession an die Gesellschaft PLM verkauft. PLM wählte Viotte, um dort 1855 einen Bahnhof aus Holz zu bauen.
Der erste Zug, der den Bahnhof Besançon-Viotte mit dem Bahnhof Dole verband, fuhr am 7. April 1856 und benötigte für die Strecke etwas mehr als eine Stunde.
Im Jahr 1884 wurde der Bahnhof Mouillère schließlich eingeweiht und war nun Ausgangspunkt für die Eisenbahnverbindung zu den Städten Morteau, Le Locle und La Chaux-de-Fonds. Das vom Besançoner Architekten Alfred Ducat geplante Gebäude bestand aus Stein und gab dem unteren Teil des Viertels Bregille mit seinem repräsentativen Aussehen ein neues Gesicht. Die Eisenbahnstrecke überquert das Tal des Flusses Doubs bei der Zitadelle über einen Viadukt entlang des Berghanges auf halber Höhe.
Das Bahnhofsgebäude, die Gleise und das Depot wurden auf einem alten und großen Grundstück gebaut, wo sich ein Restaurant befand und das 1875 zum Zweck des Bahnhofsbaues erworben worden war. Die Lindenallee, die bis dahin die Stadt Besançon mit dem damaligen Dorf Pont de Bregille verbunden hatte und die bekannt für ihre Schönheit war, wurde zu diesem Zweck ebenfalls abgeholzt. Die für die Besucher wichtige Verbindung zwischen dem Bahnhof und dem Badeort Mouillère wurde mit einem Dienst aus vier Omnibussen sichergestellt. Am Bahnhof selbst dominierte der Handel speziell mit Holz, Vieh, Kohle, Stroh, Wein und Rüben.
Im Jahre 1917 spielte der Bahnhof eine bedeutende Rolle, als im Ersten Weltkrieg in der Nähe von Valdahon amerikanische Soldaten zusammengezogen wurden. Danach sank die Bedeutung des Bahnhofs bis ins Jahr 1962, als man entschied, den Bahnhof abzureißen. Auf der Stelle des Bahnhofes wurden andere Gebäude gebaut, die Station blieb aber in deutlich bescheideneren Ausmaßen erhalten. In der Folge verkaufte der Infrastrukturbesitzer Réseau ferré de France einen Teil des Geländes, nachdem das Frachtaufkommen aufgrund der Konkurrenz der Straße deutlich gesunken war. Im Jahr 2000 wurde dieser Teil Mouillère-Tals im Rahmen eines Immobilienprojektes mit 400 Wohnungen überbaut.

## Betrieb
Im Jahre 2008 wurde der Bahnhof täglich von 526 Personen oder 190.000 Personen jährlich frequentiert. Er wird von den TER-Zügen der Linie Besançon–Le Valdahon–Morteau–La Chaux-de-Fonds bedient. Die Linien 7, 24, 27, 72 und C des Stadtbusnetzes Ginko von Besançon bedienen den Bahnhof ebenfalls.